# GOLDEN☆BEST ヒデとロザンナ
『GOLDEN☆BEST ヒデとロザンナ』（ゴールデン☆ベスト ヒデとロザンナ）は、ヒデとロザンナのベスト・アルバムである。2008年8月20日発売。発売元はコロムビアミュージックエンタテインメント。規格品番はCOCP-35126。

## 解説
さまざまなレコード会社から発売されている“ゴールデン☆ベスト”シリーズの中の1枚。CD帯にも記載されている通り、1968年10月15日にシングルレコード「何にも言えないの／愛の奇跡」（品番：P-42）で歌手デビューを果たしてから40周年を迎えた記念盤である。デジタルリマスタリング音源。
日本コロムビアから発売された全シングルのA面曲を発売順に収録している（M-1「愛の奇跡」からM-17「恋愛狂時代」まで）。「さらば愛の季節」「追想」のシングル2タイトルは、ワーナーミュージック・ジャパンから発売されたもの。「追想」の作詞は松任谷由実である（レコードB面の「心を許して」も同様）。
歌詞ブックレットの巻末には1968年から1974年までの、ベスト・アルバムを除くディスコグラフィ付き（日本コロムビアのもののみ）。そこでは「愛の奇跡」がB面、A面が「何にも言えないの」になっている。CDトレイ下には、収録されている各シングルレコードのカラー・ディスクジャケット写真一覧を並べて掲載（ワーナーのものも含む）。歌詞のタイトルには、15曲目の「草原の花嫁」までそれぞれ英語のタイトルも連記されている。
本ベスト盤発売以前の2003年7月23日には、日本コロムビアのシングルA面曲とB面曲を網羅した2枚組の『ヒデとロザンナ・しんぐるこれくしょん』（COCP-32257/8）も発売された。

## 収録曲
1. 愛の奇跡（2:15）
  - 作詞: 中村小太郎、作曲: 田辺信一、編曲: 中川昌
2. 粋なうわさ（2:43）
  - 作詞: 橋本淳、作曲・編曲: 筒美京平
3. ローマの奇跡（2:56）
  - 作詞: 橋本淳、作曲: 筒美京平、編曲: リノ・クワリエーロ
4. 笑ってごらん子供のように（3:18）
  - 作詞: 佐藤由紀、作曲: 出門英、編曲: 田辺信一
5. 愛は傷つきやすく（3:17）
  - 作詞: 橋本淳、作曲: 中村泰士、編曲: 森岡賢一郎
  - 第21回NHK紅白歌合戦（1970年） 歌唱曲
6. ふたりの関係（3:11）
  - 作詞: 橋本淳、作曲: 中村泰士、編曲: 森岡賢一郎
7. 抱擁（3:38）
  - 作詞: 橋本淳、作曲: 中村泰士、編曲: 森岡賢一郎
8. 愛情物語（3:22）
  - 作詞: 橋本淳、作曲: 中村泰士、編曲: 馬飼野俊一
9. 望むものはすべて（2:56）
  - 作詞: 橋本淳、作曲・編曲: 筒美京平
  - 第22回NHK紅白歌合戦（1971年） 歌唱曲
10. 愛の架け橋（3:07）
  - 作詞: 橋本淳、作曲・編曲: 筒美京平
11. トマトの家（3:06）
  - 作詞: 橋本淳、作曲・編曲: 筒美京平
12. 雨のめぐり逢い（3:28）
  - 作詞: 橋本淳、作曲: 三原綱木、編曲: 高田弘
13. 卒業（2:42）
  - 作詞: 橋本淳、作曲: 中村泰士、編曲: 森岡賢一郎
14. 愛に支えられて（3:20）
  - 作詞: 橋本淳、作曲: 中村泰士、編曲: 森岡賢一郎
15. 草原の花嫁（2:55）
  - 作詞: 阿久悠、作曲: 中村泰士、編曲: 高田弘
16. 愛の肖像（ポート・レート）（3:04）
  - 作詞: 橋本淳、作曲・編曲: 筒美京平
17. 恋愛狂時代（3:11）
  - 作詞: なかにし礼、作曲・編曲: 都倉俊一
18. 今からでも遅くない（4:06）
  - 作詞: なかにし礼、作曲: 都倉俊一、編曲: 高田弘
  - 18枚目のシングル盤として発売が予定されていた音源[2]
19. さらば愛の季節（4:19）
  - 作詞: 橋本淳、作曲・編曲: 東海林修
20. 追想（4:05）
  - 作詞: 松任谷由実、作曲: 出門英、編曲: 東海林修
  - MBS・TBS系TVドラマ『分水嶺』主題歌
21. 暗い微笑み（3:49）
  - 作詞: 橋本淳、作曲: 出門英、編曲: 鈴木宏昌
  - 当時のアルバム用に録音していた音源[2]
22. ゴッドファーザー〜愛のテーマ[3]（2:35）
  - 訳詞: 千家和也、作詞・作曲: L.Kusik・N.Rota、編曲: 高田弘
23. マイ・ウェイ[3]（3:47）
  - 訳詞: 岩谷時子、作詞・作曲: G.Thibaut・J.Revaux・C.Francois、編曲: 中川昌

## メンバー
- 出門英 - ヒデ
- ロザンナ・ザンボン - ロザンナ